# OMG (nummer)
OMG  is een nummer van de Amerikaanse zanger Usher en rapper Will.i.am. Het is de eerste internationale single van zijn zesde studioalbum Raymond v. Raymond, en is geproduceerd door Will.i.am. Toen het nummer werd uitgebracht werd het door critici met gemengde gevoelens onthaald.

## Kritiek
Dit nummer zou te veel lijken op een nummer dat Homer Simpson een keer heeft gezongen in The Simpsons. Homers versie heette Christmas in December.

## Hitnoteringen
OMG bleef in de Nederlandse Top 40 in de tipparade steken. Maar in Vlaanderen wist hij nog de top tien te bereiken.
| "OMG" in de Nederlandse Single Top 100 - binnen: 17-04-2010 | "OMG" in de Nederlandse Single Top 100 - binnen: 17-04-2010 | "OMG" in de Nederlandse Single Top 100 - binnen: 17-04-2010 | "OMG" in de Nederlandse Single Top 100 - binnen: 17-04-2010 | "OMG" in de Nederlandse Single Top 100 - binnen: 17-04-2010 | "OMG" in de Nederlandse Single Top 100 - binnen: 17-04-2010 | "OMG" in de Nederlandse Single Top 100 - binnen: 17-04-2010 | "OMG" in de Nederlandse Single Top 100 - binnen: 17-04-2010 | "OMG" in de Nederlandse Single Top 100 - binnen: 17-04-2010 | "OMG" in de Nederlandse Single Top 100 - binnen: 17-04-2010 | "OMG" in de Nederlandse Single Top 100 - binnen: 17-04-2010 | "OMG" in de Nederlandse Single Top 100 - binnen: 17-04-2010 | "OMG" in de Nederlandse Single Top 100 - binnen: 17-04-2010 | "OMG" in de Nederlandse Single Top 100 - binnen: 17-04-2010 | "OMG" in de Nederlandse Single Top 100 - binnen: 17-04-2010 | "OMG" in de Nederlandse Single Top 100 - binnen: 17-04-2010 | "OMG" in de Nederlandse Single Top 100 - binnen: 17-04-2010 | "OMG" in de Nederlandse Single Top 100 - binnen: 17-04-2010 |
| Week                                                        | 1                                                           | 2                                                           | 3                                                           | 4                                                           | 5                                                           | 6                                                           | 7                                                           | 8                                                           | 9                                                           | 10                                                          | 11                                                          | 12                                                          | 13                                                          | 14                                                          | 15                                                          | 16                                                          | 17                                                          |
| ----------------------------------------------------------- | ----------------------------------------------------------- | ----------------------------------------------------------- | ----------------------------------------------------------- | ----------------------------------------------------------- | ----------------------------------------------------------- | ----------------------------------------------------------- | ----------------------------------------------------------- | ----------------------------------------------------------- | ----------------------------------------------------------- | ----------------------------------------------------------- | ----------------------------------------------------------- | ----------------------------------------------------------- | ----------------------------------------------------------- | ----------------------------------------------------------- | ----------------------------------------------------------- | ----------------------------------------------------------- | ----------------------------------------------------------- |
| Nummer                                                      | 96                                                          | 85                                                          | 66                                                          | 59                                                          | 61                                                          | 54                                                          | 39                                                          | 49                                                          | 50                                                          | 58                                                          | 66                                                          | 64                                                          | 81                                                          | 82                                                          | 71                                                          | uit                                                         | 93                                                          |

| OMG in de Vlaamse Ultratop 50 - binnen: 24-04-2010 | OMG in de Vlaamse Ultratop 50 - binnen: 24-04-2010 | OMG in de Vlaamse Ultratop 50 - binnen: 24-04-2010 | OMG in de Vlaamse Ultratop 50 - binnen: 24-04-2010 | OMG in de Vlaamse Ultratop 50 - binnen: 24-04-2010 | OMG in de Vlaamse Ultratop 50 - binnen: 24-04-2010 | OMG in de Vlaamse Ultratop 50 - binnen: 24-04-2010 | OMG in de Vlaamse Ultratop 50 - binnen: 24-04-2010 | OMG in de Vlaamse Ultratop 50 - binnen: 24-04-2010 | OMG in de Vlaamse Ultratop 50 - binnen: 24-04-2010 | OMG in de Vlaamse Ultratop 50 - binnen: 24-04-2010 | OMG in de Vlaamse Ultratop 50 - binnen: 24-04-2010 | OMG in de Vlaamse Ultratop 50 - binnen: 24-04-2010 | OMG in de Vlaamse Ultratop 50 - binnen: 24-04-2010 | OMG in de Vlaamse Ultratop 50 - binnen: 24-04-2010 | OMG in de Vlaamse Ultratop 50 - binnen: 24-04-2010 | OMG in de Vlaamse Ultratop 50 - binnen: 24-04-2010 | OMG in de Vlaamse Ultratop 50 - binnen: 24-04-2010 |
| Week                                               | 1                                                  | 2                                                  | 3                                                  | 4                                                  | 5                                                  | 6                                                  | 7                                                  | 8                                                  | 9                                                  | 10                                                 | 11                                                 | 12                                                 | 13                                                 | 14                                                 | 15                                                 | 16                                                 | 17                                                 |
| -------------------------------------------------- | -------------------------------------------------- | -------------------------------------------------- | -------------------------------------------------- | -------------------------------------------------- | -------------------------------------------------- | -------------------------------------------------- | -------------------------------------------------- | -------------------------------------------------- | -------------------------------------------------- | -------------------------------------------------- | -------------------------------------------------- | -------------------------------------------------- | -------------------------------------------------- | -------------------------------------------------- | -------------------------------------------------- | -------------------------------------------------- | -------------------------------------------------- |
| Nummer                                             | 23                                                 | 22                                                 | 18                                                 | 16                                                 | 15                                                 | 10                                                 | 15                                                 | 13                                                 | 19                                                 | 24                                                 | 26                                                 | 25                                                 | 28                                                 | 25                                                 | 37                                                 | 34                                                 | 48                                                 |